# APCN 2
APCN 2(아시아 퍼시픽 케이블 네트워크 2, Asia-Pacific Cable Network 2)는 아시아 태평양 지역의 일부 국가를 이어주는 해저 전기통신 케이블이다.
케이블이 위치하는 장소는 다음과 같다:
- 중화인민공화국 상하이 충밍
- 중화인민공화국 광둥성 산터우시
- 홍콩 리다오 구 란터우섬
- 일본 지바현 치쿠라
- 일본 이바라키현 기타이바라키시
- 대한민국 부산광역시
- 말레이시아 파항주 콴탄
- 필리핀 바탕가스 바탕가스 시 바탕가스 베이
- 싱가포르 카퉁
- 타이완 신베이시 단수이구